# Vase François
 (janvier 2014).

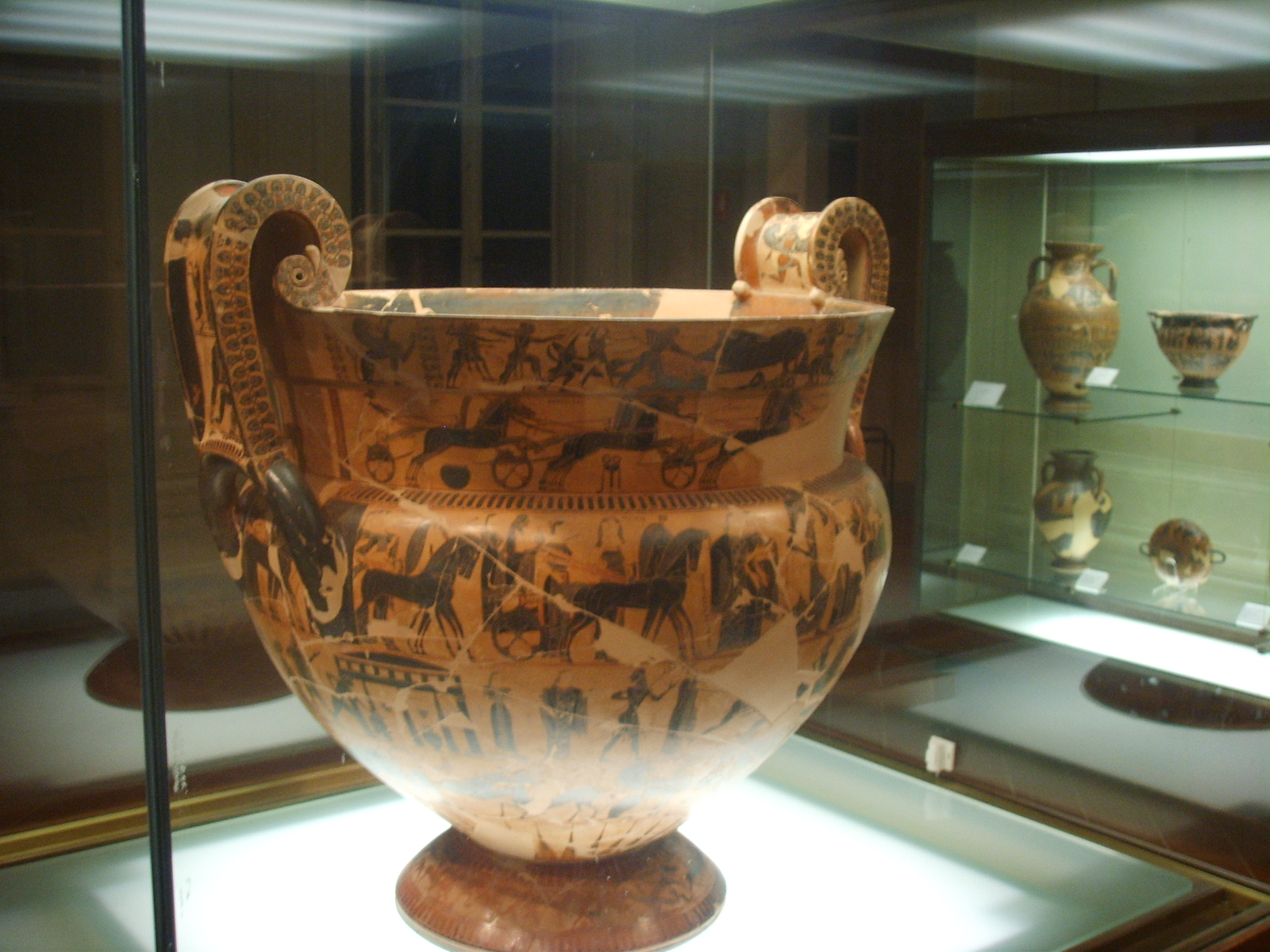
Le vase François

On appelle « vase François » un cratère à volutes attique à figures noires, chef-d’œuvre de la céramique archaïque, daté de 570 av. J.-C. environ. Il s’agit du plus ancien cratère à volutes connu. Ses dimensions sont de 66 cm de hauteur pour un diamètre maximal de 57 cm.

## Découverte et restauration
Les nombreux fragments furent découverts dans la nécropole étrusque de Fonte Rotella à Chiusi en Étrurie, en 1844 et 1845, par Alessandro François, qui découvrit aussi la célèbre Tombe François de Vulci, dispersée en deux tumulus funéraires saccagés dans l’Antiquité. Les fragments du vase, qui malgré les recherches ne furent pas tous trouvés, furent envoyés à Florence pour restauration, puis il fut exposé au Musée archéologique de Florence.
En 1900, après sa première restauration, le vase fut victime de la colère d’un employé qui brisa l’objet en 638 morceaux, ce qui nécessita une deuxième restauration.
En 1966, durant les inondations de Florence, le vase subit de nouveaux dommages et fut restauré en 1973.

## Attribution
Des inscriptions portées sur le vase font référence à ses auteurs (une sur chaque face) : le céramiste Ergotimos et le peintre Clitias (Kleitias). L'inscription est portée deux fois : une première sur deux phases verticales insérées dans la scène du mariage de Thétis et Pélée, et une seconde (non entière) sur le col, représentant un navire.
Après cela les signatures des peintres et des potiers se multiplient sur les céramiques à Athènes.
Ces signatures montrent que les artisans avaient une position sociale élevée. En effet, on sait qu’ils faisaient de riches offrandes sur l’Acropole et que leurs poteries étaient exportées, notamment en Étrurie, et vendues à des prix élevés.
L'imposition de leurs signatures sur ce vase montre qu’ils se considéraient, et étaient considérés, comme plus que de simples artisans par leurs contemporains.
On voit avec ces artisans l’essor de la mythologie. Ils ne se concentrent plus sur des cycles primitifs composés de frises ornementales et animalières. Ils privilégient les frises figurées et leurs iconographie tente de rivaliser avec les grandes épopées homériques.
En plus de leurs signatures, ils ont inscrit plus de 120 noms de personnages, animaux et architectures.
Ils utilisent un large répertoire mythologique et un style narratif ambitieux.
Edmond Pottier qualifie le vase François de « Bible grecque illustrée ».

## Description des scènes peintes

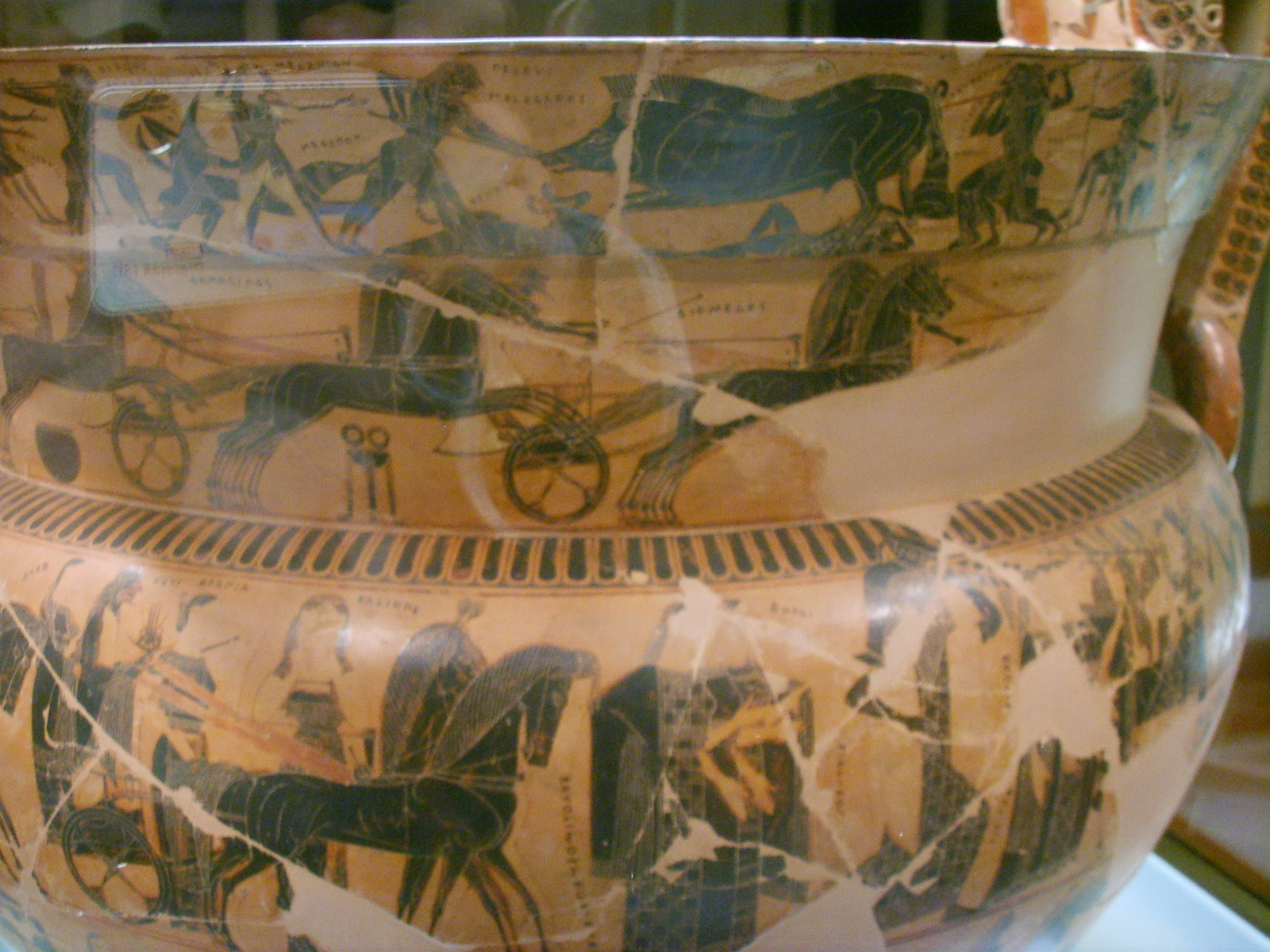
Chasse au sanglier de Calydon

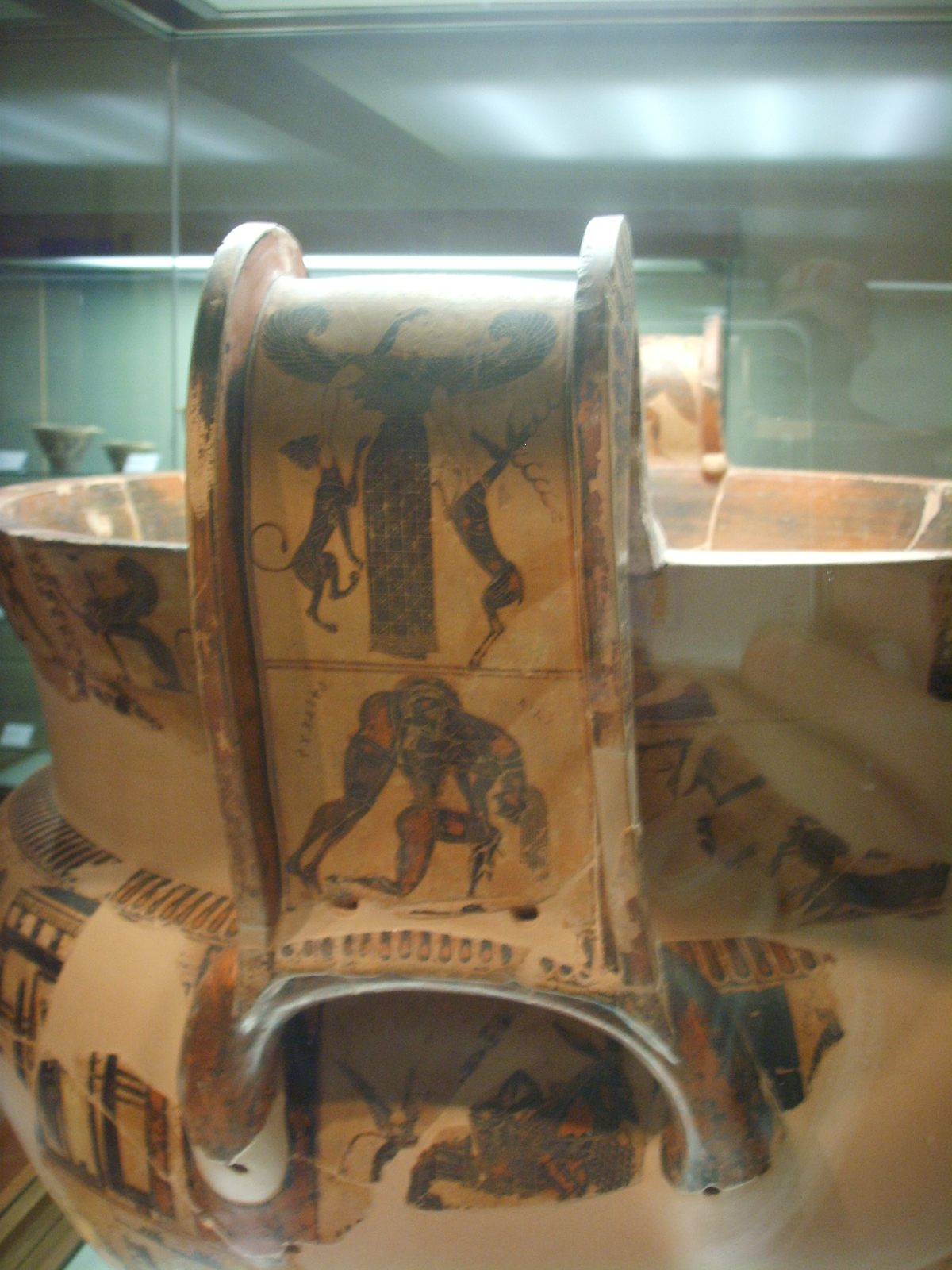
Ajax portant le corps d'Achille

La décoration est composée de scènes mythologiques ou ornementales. Beaucoup sont en rapport avec le thème le cycle d'Achille et de son père Pélée, ou bien la lutte contre la sauvagerie.
Les scènes sont représentées sur sept registres superposés et présentent 159 personnages et 130 inscriptions conservées. La dimension verticale des bandes décoratives est variable pour s’adapter avec maîtrise à la tectonique du vase, donnant ainsi un mouvement à la décoration.
La narration se déroule linéairement sur chaque registre, dans le sens antihoraire, sans opposition de contraste, fluide et narrative, privée de toute rigidité.

### Sur le col du vase
- sur le registre supérieur : 
  - Face A, l’épisode de la chasse au Sanglier de Calydon, envoyé par Artémis pour détruire les récoltes. Pélée et Méléagre (mythologie) l'attaquent et le tuent. Ici c'est la victoire des hommes sur la nature sauvage, thème cher aux Grecs.
  - Face B, la danse des jeunes Athéniens sauvés du Minotaure en Crète en présence de Thésée et Ariane (fille de Minos), avec l’arrivée du navire qui doit les ramener dans leur patrie.

- Sur le registre inférieur du col :
  - Sur la face B, la Centauromachie : les noces de Pirithoos et Hippodamie, durant lesquelles les Centaures vont s'enivrer et se battre.
  - Sur la face A, l'évocation du cycle d'Achille avec la représentation des jeux funéraires de Patrocle, organisés par Achille en mémoire de son ami tué sur le champ de bataille de la Guerre de Troie. On remarque un écart entre la version d'Homère dans l'Iliade et celle proposée par le peintre : ici c'est Ulysse qui est en tête de la course, alors que dans l'épopée, il n'est que spectateur, et Automédon est troisième derrière Diomède, alors qu'il est le vainqueur de l'épreuve chez Homère. Quant à Damasippos et Hippothoon, ils ne sont pas cités dans le poème. Cela montre bien que les images des vases ne sont pas des illustrations des textes.

### Sur la panse du vase
- Juste sous l'épaule se situe la scène principale, la procession des dieux pour les noces de Thétis et Pélée, la seule scène à faire le tour complet du vase (avec celle du pied). Thétis apparaît à l'intérieur d'un bâtiment, devant lequel se tient Pélée qui accueille les dieux invités au mariage. Il serre la main de Chiron le centaure (pédagogue d'Achille) qui est accompagné d'Iris, messagère des dieux. Ils sont suivis d'un petit groupe de déesses (Déméter, Hestia, Chariclo). Puis vient Dionysos portant une amphore, suivi des Horaï. Viennent ensuite des chars sur lesquels sont montés des couples de divinités. En premier, le char de Zeus et Héra, suivi par Poséidon et Amphitrite, Arès et Aphrodite (ces deux derniers chars sont recouverts par les anses, seuls leurs noms sont visibles). La procession se poursuit sur la face B, sans que l'on soit certain de l'identité des divinités représentées : Apollon et Léto, Athéna et Artémis et Hermès et Maia. On voit également les parents de Thétis, Doris et Nérée, derrière un des chars. La procession du mariage se termine par Okéanos, la divinité primordiale représentant le fleuve qui entoure la terre (plate), et Héphaïstos, fils d'Héra et de Zeus, sur un âne.
- Au registre immédiatement inférieur :
  - Face A, le guet-apens d’Achille à Troïlos à la fontaine, sous les murs de Troie.
  - Face B, le retour du dieu Héphaïstos sur l'Olympe, monté sur une mule et entouré de nymphes et de satyres. Il est conduit par Dionysos au devant d'Héra assise, avec Zeus, Aphrodite, Arès.

- Au-dessous : une frise animalière et fantastique avec des éléments ornementaux abstraits.

### Sur le pied du vase
Deux bandes décoratives représentent la scène comique de la lutte animée des Pygmées montés sur des béliers contre des grues venues de la Scythie les attaquer. Il s'agit de la géranomachie. La première représentation de ce thème iconographique repris d’une citation de L'Iliade. Le fait de décorer le pied ainsi est tout à fait exceptionnel, et nous ne connaissons pas d'autre exemple, car le pied n'est en général que peu ou pas décoré.

### Sur les anses
- Sur la face externe des anses, deux images sont superposées : Artémis ailée dans l'attitude de la Potnia Theron, la maîtresse des fauves, tenant un cerf et une panthère par le cou. Au-dessous, Ajax qui porte le corps d’Achille tué ; celui-ci est représenté dans la belle mort du héros, les cheveux bien coiffés et le corps nu.
- sur la face interne, la Gorgone apotropaïque dans le schéma archaïque de la course « en ginocchio ».

## Les influences
Reprise du style corinthien pour la composition en frises horizontales et l'emploi des figures noires, les incisions, les rehauts de peintures brun/rouge et blanc. Les animaux et les végétaux présents sur le pied du vase représentent les derniers vestiges du style corinthien.
En effet, en intégrant plusieurs registres avec des figures mythologiques, ce cratère est une œuvre de transition entre les frises animalières et fantastiques ainsi que les ornements végétaux du style corinthien et le style attique qui favorisera ensuite un unique tableau pour le décor figuré.

## Lien entre l'iconographie et la fonction du vase
Le terme de cratère vient du mot grec : « kérannumi » signifiant mélanger. Il servait donc au mélange du vin et le l'eau  lors des banquets, car les Grecs ne buvaient pas le vin pur. C'est un grand vase ouvert avec une large panse et deux anses.
Le cratère est un vase lié à l'univers du banquet et du vin, mais le vase François était davantage un objet de prestige affirmant la richesse de son propriétaire. Les images ne sont donc pas toutes liées au vin : la plupart sont liées au thème du mariage ou de la mort. Par exemple, le motif de la procession des chars des dieux avançant vers Pélée est un motif déjà connu sur le célèbre dinos de Sophilos, daté des environs de 580 av. J.-C. et conservé au British Museum, dont Clitias reprend la composition en trois parties (personnages à pieds, chars, personnages à pieds). Le thème des funérailles de Patrocle, ou bien Ajax portant le corps d'Achille, sont appropriés pour ce vase qui est une offrande funéraire, puisqu'il a été trouvé dans une tombe aristocratique de Chiusi.
La figure de Dionysos, qui est un dieu ambivalent, sur le registre principal des noces de Pélée et Théthis est originale. Il tient une amphore sur son dos : ces vases peuvent servir de contenant à vin, mais également de marqueurs de tombe. Le fait que Dionysos regarde le spectateur, visage de face (ce qui n'est pas la manière habituelle de représenter les dieux et les mortels), lui confère également un aspect mortifère.

## Sources
- (it) Cet article est partiellement ou en totalité issu de l’article de Wikipédia en italien intitulé « Vaso François » (voir la liste des auteurs) du 13/05/2008.